# Ebalia ypsilon
Ebalia ypsilon is een krabbensoort uit de familie van de Leucosiidae. De wetenschappelijke naam van de soort is voor het eerst geldig gepubliceerd in 1895 door Ortmann.